# Upquark
Een upquark (symbool: u) is de lichtste van alle quarks. De upquark is een elementair deeltje en een belangrijke component van materie. De upquark vormt, samen met de downquark, het proton en het neutron, de belangrijkste onderdelen van atoomkernen. De upquark maakt deel uit van de 'eerste generatie' van materie, heeft een elektrische lading van +⅔e en een massa van 1,8 tot 3,0 MeV/c². Zoals alle quarks, is dit deeltje een elementair fermion met spin ½. De upquark is tevens onderhevig aan alle vier de fundamentele wisselwerkingen: de gravitationele, elektromagnetische, zwakke en sterke wisselwerking.
Het antideeltje van de upquark is de up-antiquark. Dit antideeltje wordt vaak echter aangeduid als anti-upquark of eenvoudigweg anti-up. De up-antiquark is nagenoeg identiek aan de gewone upquark, maar heeft een aantal eigenschappen met een tegengesteld teken (waaronder de elektrische lading).
Het bestaan van dit deeltje werd voor het eerst voorgesteld in 1964 door Murray Gell-Mann en George Zweig. Zij gebruikten de upquark om het achtvoudig pad van de hadronen te verklaren.

## Geschiedenis
In het begin van de deeltjesfysica (de eerste helft van de 20e eeuw), dacht men dat hadronen als protonen en neutronen elementaire deeltjes waren. Toen er steeds meer deeltjes werden ontdekt, stelden de geleerden Murray Gell-Mann en Yuval Ne'eman onafhankelijk van elkaar een manier voor om de deeltjes te classificeren, het achtvoudig pad geheten. Dit systeem organiseerde de hadronen volgens hun eigenschappen, zoals isospin. De fysische basis achter het systeem bleef echter onduidelijk. In 1964 stelden Murray Gell-Mann en George Zweig onafhankelijk van elkaar het quarkmodel voor, weliswaar in beperkte vorm. Hun model bevatte slechts drie quarks: up, down en strange. Hoewel het quarkmodel het achtvoudig pad verklaarde, werd er tot 1968 geen direct bewijs gevonden voor dit model. Toen bleek tijdens een experiment aan het Stanford Linear Accelerator Center dat protonen substructuren bevatten, en bestonden uit drie kleinere deeltjes. Deze bevindingen bevestigden het quarkmodel.

## Massa
De massa van de upquark is niet eenduidig bepaald. Wetenschappers vermoeden dat de massa ligt in het gebied tussen 1,8 en 3,0 MeV/c². QCD-roosterberekeningen geven een preciezere waarde van 2,01 ± 0,14 MeV/c².
Wanneer upquarks in mesonen of baryonen gebonden zijn, wordt hun effectieve massa groter ten gevolge van de bindingsenergie, veroorzaakt door het gluonenveld tussen de verschillende quarks. De 'echte' massa van een upquark kan niet rechtstreeks berekend worden, omdat deze zo klein is.